# Sirr al-Chatim al-Chalífa
Sirr al-Chatim al-Chalífa al-Hasan (1. ledna 1919 – 18. února 2006) byl súdánský politik, učitel a diplomat, prezident a premiér Súdánu v letech 1964-1965, během tzv. Říjnového režimu. Byl též ministrem školství v letech 1973-1975.
Do čela země nastoupil po pádu prezidenta Ibrahima Abbouda, který zemi přivedl do občanské války mezi muslimy a křesťany i do politické krize (Abboudův pád je někdy nazýván Říjnovou revolucí, odtud název nového režimu). Chalífa, jakožto proslulý vysokoškolský odborník (vystudoval na Oxfordu) byl vybrán stranou Umma, aby vedl přechodnou vládu. Ta měla vyřešit problém jižního Súdánu, který odmítal islamizaci, o niž usiloval Abboud. Chalífova vláda byla v otázce jihu země skutečně mnohem citlivější než Abboud, Chalífa svolal roku 1965 i mírovou konferenci do Chartúmu, ta však nestihla dospět k zásadnímu kompromisu. Chalífa uvolnil pozice nové demokraticky zvolené vládě a stal se velvyslancem v Itálii, posléze v Británii. V 70. letech ho Džafar Nimeiry jmenoval ministrem školství.